# Santa María de la O
Santa María de la O är en ort i Mexiko.   Den ligger i kommunen Jalostotitlán och delstaten Jalisco, i den centrala delen av landet, 400 km nordväst om huvudstaden Mexico City. Santa María de la O ligger 1 759 meter över havet och antalet invånare är 155.
Terrängen runt Santa María de la O är platt åt nordväst, men åt sydost är den kuperad. Runt Santa María de la O är det ganska tätbefolkat, med 54 invånare per kvadratkilometer. Närmaste större samhälle är Jalostotitlán, 9,5 km öster om Santa María de la O. I omgivningarna runt Santa María de la O växer huvudsakligen savannskog.